# 弗里堡 (摩泽尔省)
弗里堡（法語：Fribourg，法語發音：[fʁibuʁ] ⓘ；洛林语：Fribo）是法国摩泽尔省的一个市镇，属于萨尔堡-萨兰堡区。

## 地理
弗里堡（48°46'1"N, 6°51'23"E）面积17.42 平方千米，位于法国大東部大區摩泽尔省，该省份为法国东北部内陆省份，是洛林的一部分，西南接默尔特-摩泽尔省，东临下莱茵省，北与卢森堡和德国接壤。
与弗里堡接壤的市镇（或旧市镇、城区）包括：阿斯农库尔、阿祖当日、贝勒福雷、代斯兰、欧克洛谢、朗加特、朗甘贝尔、罗德。

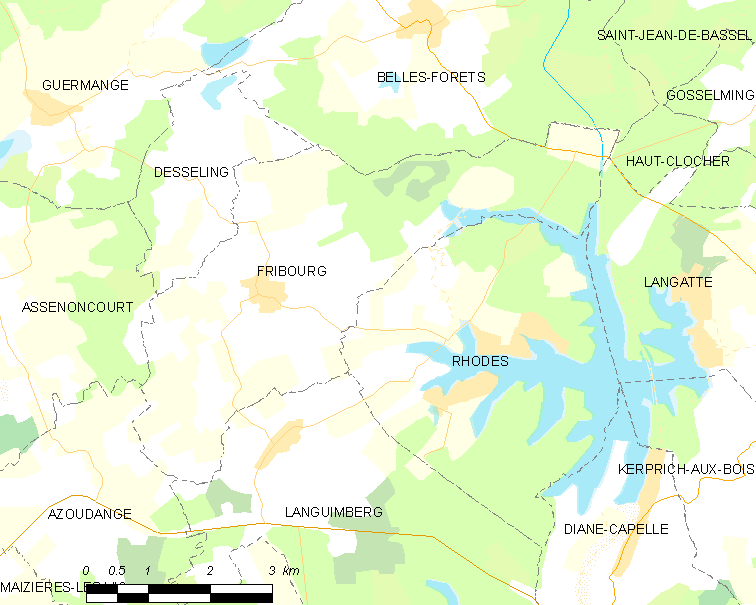
的OSM定位图

弗里堡的时区为UTC+01:00、UTC+02:00（夏令时）。

## 行政
弗里堡的邮政编码为57810，INSEE市镇编码为57241。

## 政治
弗里堡所属的省级选区为萨尔堡县。

## 人口

1962-2008年间人口变化图示

弗里堡于2022年1月1日时的人口数量为163人。